# Kontcha
Kontcha är en ort i Kamerun.   Den ligger i regionen Adamaouaregionen, i den centrala delen av landet, 500 km norr om huvudstaden Yaoundé. Kontcha ligger 425 meter över havet och antalet invånare är 8 018.
Terrängen runt Kontcha är platt. Trakten runt Kontcha är mycket glesbefolkad, med 7 invånare per kvadratkilometer. Trakten runt Kontcha är huvudsakligen savann.